# Radio Z
Radio Z est une radio associative de Nuremberg, dans le Land de Bavière.

## Histoire
En 1984, un groupe de Nuremberg décide de créer une station de radio libre lors de la libéralisation des fréquences pour perpétuer un esprit post-68 dans une Bavière très conservatrice. La libéralisation du secteur audiovisuel en Bavière durant les années 1980 (1986 à Nuremberg) a pour objectif une diversité locale et régionale et aussi de développer un nouveau marché publicitaire.
Après plusieurs mois de fonctionnement, l'autorité centrale bavaroise refuse d'accorder une fréquence. Radio Z passe par le tribunal administratif qui lui accorde une fréquence. En juin 1988, l'autorité donne la fréquence.
En 1993, la radio consacre une série d'émissions sur le sado-masochisme. Une initiative citoyenne est faite pour demander son arrêt, un médecin d'Erlangen envoie des copies à des personnalités politiques, des institutions et des enseignants. Radio Z est accusé de ne pas respecter la protection des mineurs. L'autorité médiatique menace d'enlever la fréquence. La série est arrêtée, mais la radio connaît des difficultés économiques à cause de l'amende infligée. Les auditeurs de Radio Z se mobilisent avec une pétition qui recueille 20 000 signatures et des dons en soutien à la "première radio libre de Bavière" et qui permettent à la radio de continuer. Une procédure pour diffusion de pornographie est abandonnée.
Peu à peu, Radio Z passe de trois heures d'émission quotidienne à douze. La majorité de la rédaction est bénévole. Radio Z émet de 14 heures à 2 heures du matin sur 95.8 FM à Nuremberg et partage cette fréquence avec Star FM.
Radio Z est la première radio associative allemande à émettre sur Internet.

## Programme
Radio Z propose un programme proposent un large éventail de sujets différents, souvent politiquement à gauche, radical ou sur les minorités sociales comme les handicapés ou les communautés étrangères.
La programmation musicale met en avant le rock alternatif et les chanteurs auteurs-compositeurs. Des programmes spécifiques sont consacrés aux musiques d'Amérique Latine et d'Afrique, afro-américaines et d'autres genres peu connus.

### Source de la traduction
- (de) Cet article est partiellement ou en totalité issu de l’article de Wikipédia en allemand intitulé « Radio Z » (voir la liste des auteurs).